# Doctor Who: Original Television Soundtrack
Doctor Who: Original Television Soundtrack (рус. «Доктор Кто»: Оригинальный телевизионный саундтрек) — альбом саундтреков, содержащий музыку из 1-го сезона и 2-го сезона телесериала «Доктор Кто». Композитор — Мюррей Голд. Дирижёр — Бен Фостер. Альбом вышел 4 декабря 2006 года. Альбом содержит 31 композицию, включая две версии заглавной музыкальной темы.
Релиз включал в себя 14-страничный буклет со вступлением от Джули Гарднер, исполнительного продюсера сериала, и комментариями на четырёх страницах от композитора Мюррея Голда. Буклет также содержал промо-изображения из сериала.
Изначально был выпущен в ограниченном количестве. В 2008 году появилась новая обложка без Розы Тайлер с другим изображением Десятого Доктора. 2 сентября 2013 года был вновь выпущен в ограниченной серии в 500 экземпляров.

## Список треков
В альбоме есть две песни, «Song for Ten» and «Love Don’t Roam», обе исполнены Нилом Хэнноном. В серии «Рождественское вторжение» звучит версия «Love Don’t Roam», исполненная Тимом Филлипсом.
| № трека | Трек                               | Ассоциирующаяся история                        | Длительность |
| ------- | ---------------------------------- | ---------------------------------------------- | ------------ |
| 1       | «Doctor Who Theme (TV version)»    | Все эпизоды                                    | 0:40         |
| 2       | «Westminster Bridge»               | «Роза»                                         | 2:10         |
| 3       | «The Doctor’s Theme»               | «Роза»                                         | 1:20         |
| 4       | «Cassandra’s Waltz»                | «Конец света»                                  | 3:10         |
| 5       | «Slitheen»                         | «Пришельцы в Лондоне» / «Третья мировая война» | 1:24         |
| 6       | «Father’s Day»                     | «День отца»                                    | 1:57         |
| 7       | «Rose in Peril»                    | «Злой волк» / «Пути расходятся»                | 1:41         |
| 8       | «Boom Town Suite»                  | «Городской бум»                                | 3:04         |
| 9       | «I’m Coming to Get You»            | «Злой волк» / «Пути расходятся»                | 1:14         |
| 10      | «Hologram»                         | «Злой волк» / «Пути расходятся»                | 2:17         |
| 11      | «Rose Defeats the Daleks»          | «Злой волк» / «Пути расходятся»                | 2:33         |
| 12      | «Clockwork TARDIS»                 | «Конец света»                                  | 1:20         |
| 13      | «Harriet Jones, Prime Minister»    | «Третья мировая война»                         | 2:15         |
| 14      | «Rose’s Theme»                     | «Конец света»                                  | 2:16         |
| 15      | «Song for Ten»                     | «Рождественское вторжение»                     | 3:29         |
| 16      | «The Face of Boe»                  | «Новая Земля»                                  | 1:18         |
| 17      | «UNIT»                             | «Рождественское вторжение»                     | 1:46         |
| 18      | «Seeking The Doctor»               | «Роза»                                         | 0:43         |
| 19      | «Madame de Pompadour»              | «Девушка в камине»                             | 3:46         |
| 20      | «Tooth and Claw»                   | «Клык и коготь»                                | 3:52         |
| 21      | «The Lone Dalek»                   | «Далек»                                        | 5:01         |
| 22      | «New Adventures»                   | Разные эпизоды                                 | 2:21         |
| 23      | «Finding Jackie»                   | «Пути расходятся»                              | 0:54         |
| 24      | «Monster Bossa»                    | «Городской бум»                                | 1:39         |
| 25      | «The Daleks»                       | «Злой волк»                                    | 3:03         |
| 26      | «The Cybermen»                     | «Восстание киберлюдей» / «Век стали»           | 4:34         |
| 27      | «Doomsday»                         | «Судный день»                                  | 5:11         |
| 28      | «The Impossible Planet»            | «Невозможная планета»                          | 3:13         |
| 29      | «Sycorax Encounter»                | «Рождественское вторжение»                     | 1:13         |
| 30      | «Love Don’t Roam»                  | «Сбежавшая невеста»                            | 3:59         |
| 31      | «Doctor Who Theme (album version)» | Специальная для альбома версия                 | 2:31         |

## Отзывы
Альбом возглавил топ самых скачиваемых саундтреков на iTunes, выше саундтрека фильма «Казино „Рояль“». 12 января 2007 года сайт The Guardian написал, что фанаты пытались массово скачивать трек «Love Don’t Roam», который был доступен в виде сингла в британском iTunes, чтобы продвинуть его в топ-40, что в итоге не удалось.
IGN дал альбому рейтинг 7,5 из 10.